# Red Prysock
Pour les articles homonymes, voir Prysock.
William Red Prysock, né le 2 février 1926 à Greensboro et mort le 19 juillet 1993 à Chicago, est un saxophoniste ténor américain de R&B, l'un des premiers saxophonistes influencés par Coleman Hawkins à s'orienter vers le rhythm and blues plutôt que vers le bebop. 

## Biographie
William Prysock est né en 1926 à Greensboro, en Caroline du Nord, aux États-Unis. Il sert dans l'armée américaine durant la Seconde Guerre mondiale, période où il apprend à jouer du saxophone,. Il se fait connaître comme membre du groupe de Tiny Bradshaw, jouant le solo de saxophone principal sur son propre morceau Soft, qui est un succès pour le groupe de Bradshaw en 1952.
Avec Tiny Grimes et ses Rocking Highlanders, Prysock organise une bataille de saxophone avec Benny Golson sur Battle of the Mass. Il joue également avec Roy Milton et Cootie Williams.
En 1954, il signe avec Mercury Records comme chef d'orchestre et obtient son plus grand succès, l'instrumental Hand Clappin'  en 1955. La même année, il rejoint le groupe qui joue lors des spectacles d'Alan Freed. Il joue également sur plusieurs disques à succès de son frère, le chanteur Arthur Prysock, dans les années 1960.
Il meurt d'une crise cardiaque en 1993 à Chicago, à l'âge de 67 ans,. Il est enterré au cimetière national de Salisbury, en Caroline du Nord. 

## Discographie
- Rock and Roll, Mercury, 1956
- Fruit Boots, Mercury, 1957
- The Beat, Mercury, 1957
- Swing Softly Red, Mercury, 1958
- Battle Royal, avec Sil Austin, Mercury, 1959
- The Big Sound of Red Prysock, Forum Circle, 1964
- For Me and My Baby, Gateway, 1964 ; réédité en CD en 2003